# Näckmossor
Näckmossor (Fontinalis) är ett släkte av bladmossor som beskrevs av Johann Hedwig. Näckmossor ingår i familjen Fontinalaceae.

## Bildgalleri

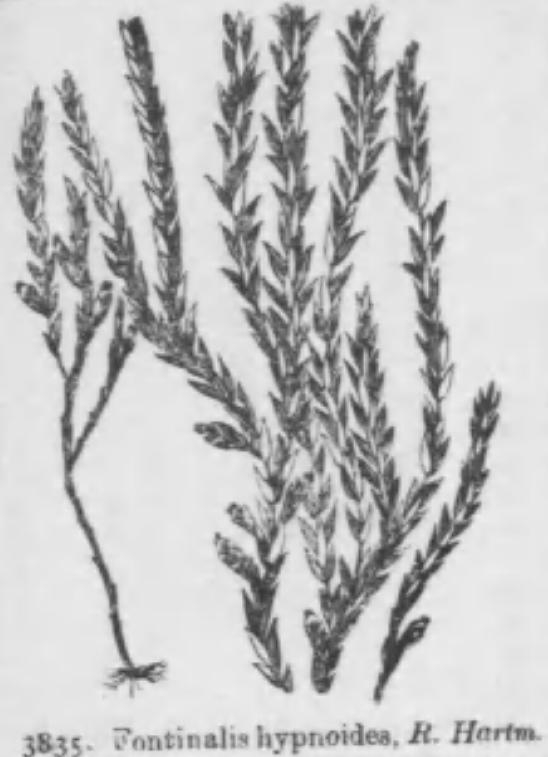
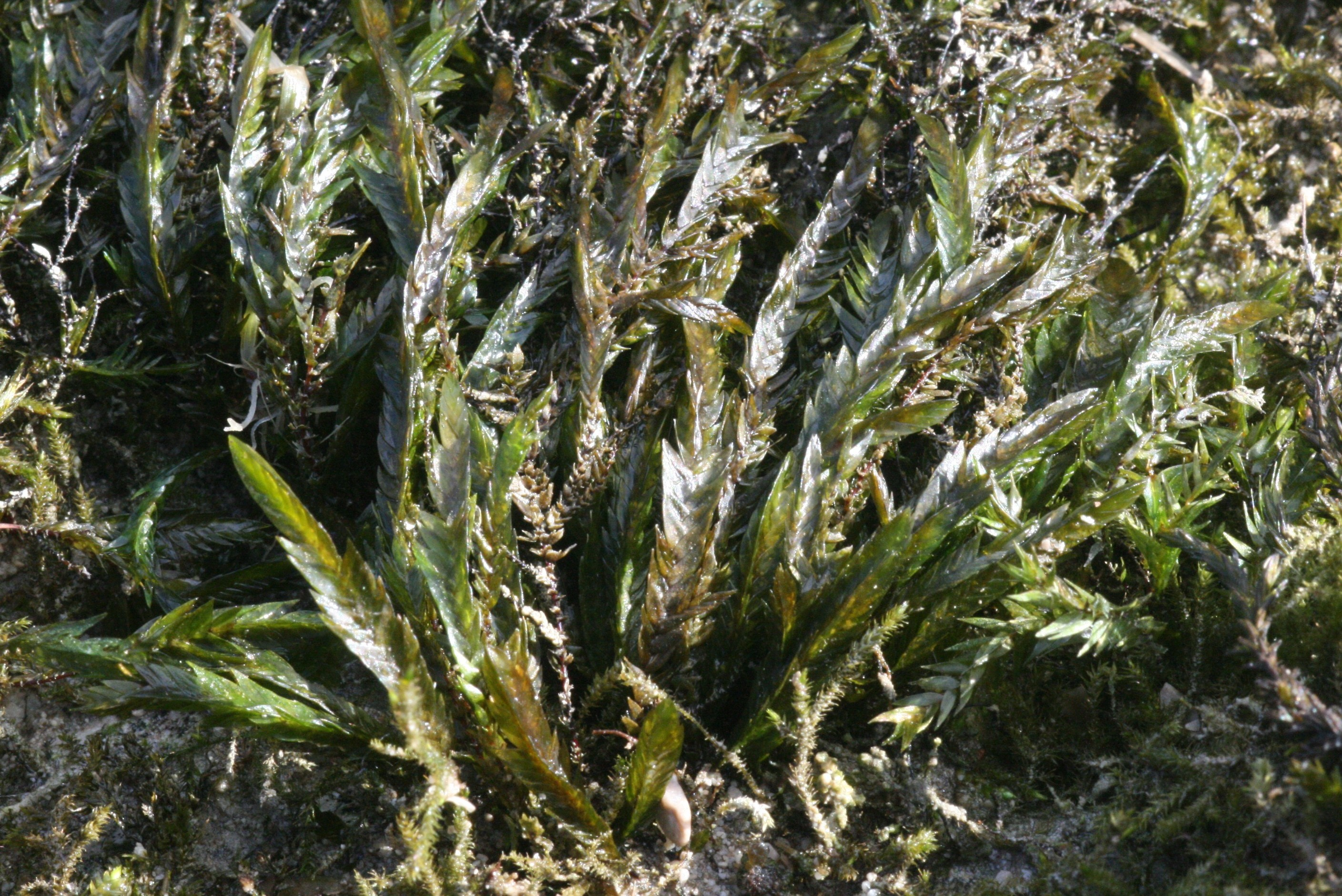
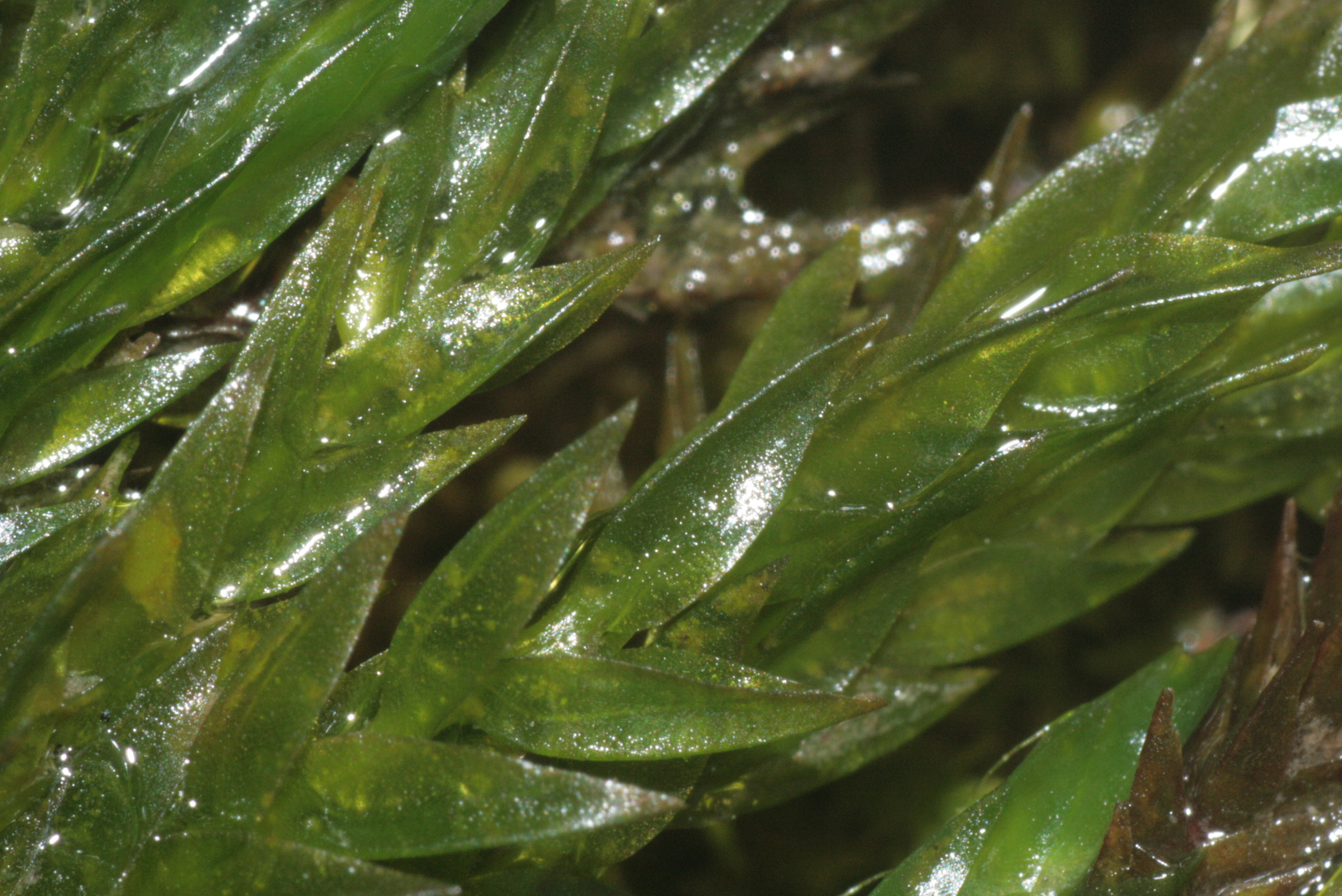
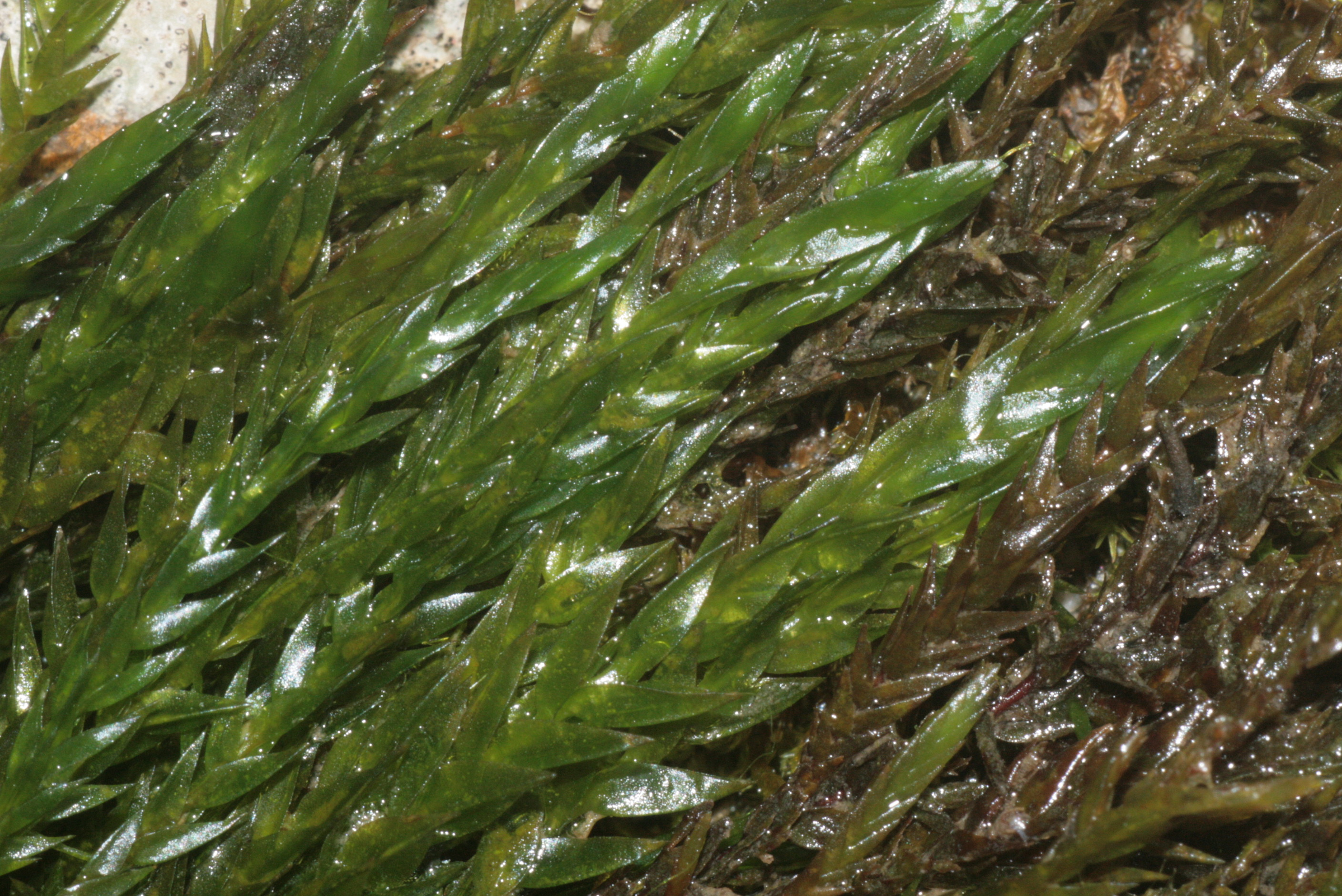
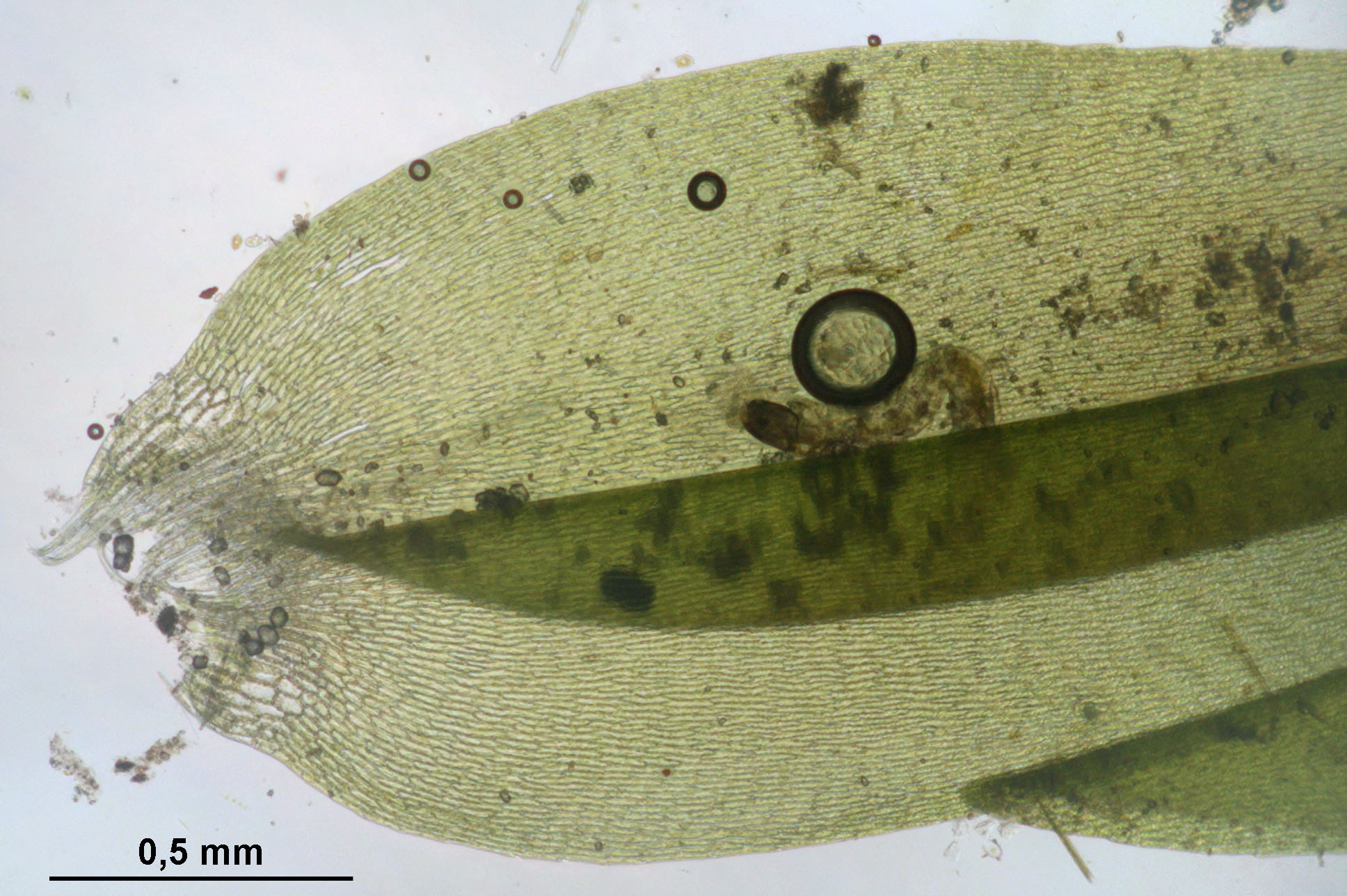
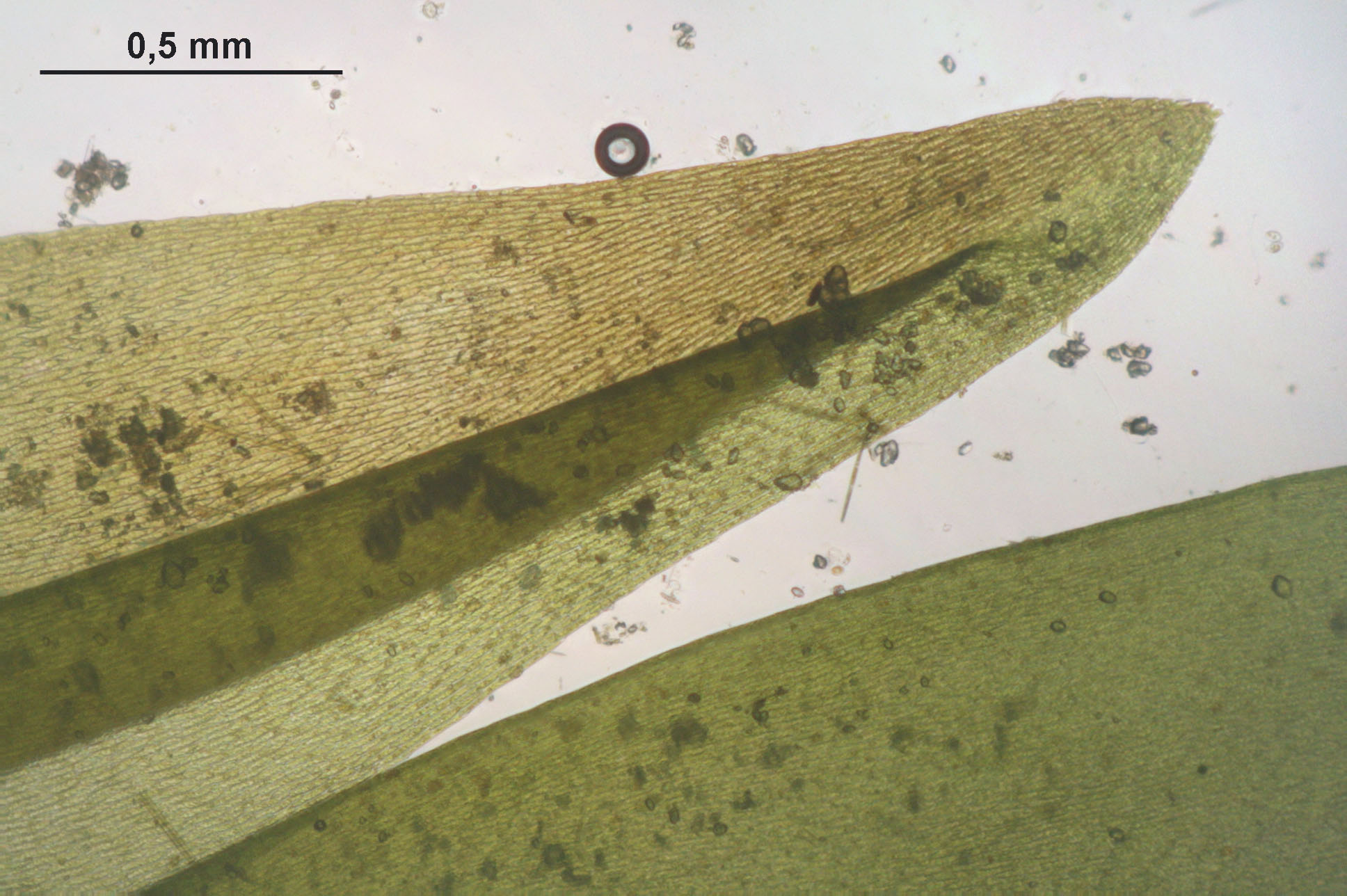

## Dottertaxa till Näckmossor, i alfabetisk ordning[1][2]
- Fontinalis allenii
- Fontinalis amblyphylla
- Fontinalis antipyretica
- Fontinalis bogotensis
- Fontinalis bryhnii
- Fontinalis chrysophylla
- Fontinalis dalecarlica
- Fontinalis dichelymoides
- Fontinalis duriaei
- Fontinalis flaccida
- Fontinalis gigantea
- Fontinalis howellii
- Fontinalis hypnoides
- Fontinalis involuta
- Fontinalis kindbergii
- Fontinalis lachenaudii
- Fontinalis lescurii
- Fontinalis mac-millanii
- Fontinalis microphylla
- Fontinalis missourica
- Fontinalis mollis
- Fontinalis neomexicana
- Fontinalis novae-angliae
- Fontinalis patula
- Fontinalis perfida
- Fontinalis redfearnii
- Fontinalis rigens
- Fontinalis sphagnifolia
- Fontinalis squamosa
- Fontinalis subcarinata
- Fontinalis sullivantii
- Fontinalis utahensis
- Fontinalis waghornei
- Fontinalis welchiana